# Mokomichi Hayami
Mokomichi Omote (表 もこみち Omote Mokomichi?,  Shibuya, Tokio, 10 de agosto de 1984), mejor conocido bajo su nombre artístico de Mokomichi Hayami (速水 もこみち Hayami Mokomichi?), es un actor y modelo japonés, afiliado a Ken-On.

## Biografía
Hayami nació el 10 de agosto de 1984 en el barrio residencial de Shibuya, Tokio, hijo de padre japonés y madre filipina-japonesa. Tiene una hermana y un hermano mayor, así como también un hermano menor, Naoki, quien también es actor. Hayami debutó como actor en 2002 apareciendo en la serie de televisión Taiho Shichauzo. Al año siguiente, interpretó a Mizuhara en Kamen Rider 555: Paradise Lost, pero saltaría a la fama en 2005 con la película Gokusen 2.
En 2006, fue galardonado con el Premio Élan d'Or por su participación en el filme Rough. En 2007, ganó el Premio de la Academia Japonesa en la categoría de mejor actor y protagonizó el drama Regatta: Kimi to ita eien de Fuji Television.
También ha actuado en series como Densha Otoko, Tokyo Tower (como Nakagawa Masaya) y Zettai Kareshi (como Night Tenjo). Hayami ha aparecido en numerosos anuncios de televisión para Daihatsu Tanto, Bourbon Petit y Au. También es portavoz de la marca Edwin. Hayami es conocido por sus habilidades culinarias y ha publicado varios libros de cocina, además de tener su propio programa de cocina, Moco's Kitchen, un spin-off del popular programa de NTV, Mocomichi's Midnight Kitchen.

## Filmografía

### Televisión
| Año  | Título                                           | Papel                       | Cadena   |
| ---- | ------------------------------------------------ | --------------------------- | -------- |
| 2002 | Taiho Shichauzo                                  | Mokomichi                   | TV Asahi |
| 2003 | Boku no Mahō Tsukai                              |                             | NTV      |
| 2003 | Yankee Bokō ni Kaeru                             | Hideo                       | TBS      |
| 2004 | Tokyo Wankei                                     |                             | Fuji TV  |
| 2005 | Brother Beat                                     | Sakurai Riku                | TBS      |
| 2005 | Densha Otoko                                     | Aoyama Keisuke              | Fuji TV  |
| 2005 | Gokusen 2                                        | Tsuchiya Hikaru             | NTV      |
| 2005 | Ame to Yume no Ato ni                            | Hayakawa Hokuto             | TV Asahi |
| 2006 | Regatta                                          | Ozawa Makoto                | TV Asahi |
| 2006 | Teru Teru Ashita                                 | (ep. 10)                    | TV Asahi |
| 2006 | Rondo                                            | Kazama Ryugo                | TBS      |
| 2007 | Hataraki Man                                     | Tanaka Kunio                | NTV      |
| 2007 | Jotei                                            | Shiratori Takuya (ep. 8)    | TV Asahi |
| 2007 | Dōbutsu 119                                      | Nakadai Mituya              | NTV      |
| 2007 | Tokyo Tower                                      | Nakagawa Masaya / Boku      | Fuji TV  |
| 2008 | Oh! My Girl!                                     | Yamashita Kotaro            | NTV      |
| 2008 | Zettai Kareshi                                   | Night Tenjo                 | Fuji TV  |
| 2009 | Zettai Kareshi SP                                | Night Tenjo                 | Fuji TV  |
| 2010 | Shinzanmono                                      | Kishida Kazuya (ep. 8-10)   | TBS      |
| 2010 | Hammer Session!                                  | Hachisuka Goro (Otowa No.4) | TBS      |
| 2011 | Rebound                                          | Taiichi Imai                | NTV      |
| 2011 | Kono Sekai no Katasumi ni                        | Tetsu                       | NTV      |
| 2012 | Houkago wa Mystery Totomo ni                     | Hiromi Ishizaki             | TBS      |
| 2012 | Jun to Ai                                        | Tadashi Kano                | NHK      |
| 2014 | Gunshi Kanbei                                    | Mori Tahei                  | NHK      |
| 2014 | Kinkyū Torishirabeshitsu                         | Tetsuji Watanabe            | TV Asahi |
| 2014 | Mokomichi no Midnight Kitchen                    | Él mismo                    | NTV      |
| 2014 | Kiseki no Kyōshitsu                              | Hisashi Nishikawa           | NTV      |
| 2014 | Jigoku Sensei Nube                               | Kyōsuke Tamamo              | NTV      |
| 2015 | 37.5°C no Namida                                 | Kensuke Shinohara           | TBS      |
| 2015 | 5-ji Kara 9-ji Made: Watashi ni Koi Shita Obōsan | Arthur Lange                | Fuji TV  |
| 2016 | Hajimemashite, Ashite Imasu                      | Takumi Umeda                | TV Asahi |
| 2017 | Honjitsu wa, Ohigara mo Yoku                     | Kamatari Wada               | WOWOW    |
| 2017 | Kinkyū Torishirabeshitsu 2                       | Tetsuji Watanabe            | TV Asahi |
| 2017 | Tokyo Tarareba Girls                             | Yuichi Okuda (Ep. 5-6)      | NTV      |
| 2018 | The Black Company                                | Katsuya Ozeki               | Fuji TV  |

### Películas
| Año  | Título                                            | Papel                       | Notas |
| ---- | ------------------------------------------------- | --------------------------- | ----- |
| 2003 | Kamen Rider 555: Paradise Lost                    | Mizuhara                    |       |
| 2006 | Rough                                             | Keisuke Yamato              |       |
| 2009 | Gokusen: The Movie                                | Tsuchiya Hikaru             |       |
| 2011 | Kochira Katsushika-ku Kameari Kōen Mae Hashutsujo | Keiichi Nakagawa            |       |
| 2014 | Kuragehime                                        | Yoshio Hanamori             |       |
| 2018 | Tonari no Kaibutsu-kun                            | Mitsuyoshi "Mitchan" Misawa |       |

### Shows y eventos
| Año             | Título                                                       | Papel        | Cadena    |
| --------------- | ------------------------------------------------------------ | ------------ | --------- |
| 2006            | MTV Video Music Awards Japan                                 | MC/Anfitrión | MTV Japan |
| 2011 - presente | ZIP! MOCO's Kitchen                                          | Anfitrión    | NTV       |
| 2012            | Hayami Mokomichi's Italian Food Journey                      | Anfitrión    | BS Japan  |
| 2.2012          | Silkroad Railway - Crossing 2600 kilometres of China         | Anfitrión    | BS Japan  |
| 9.2012          | Hayami Mokomichi - Turkish Food Travelling                   | Anfitrión    | BS Japan  |
| 2.2013          | MOCO's Kitchen in Spain - Journey to Make Original Olive Oil | Anfitrión    | NTV       |
| 9 - 10.2013     | Once Upon A Time                                             | Narrador     | NHK       |
| 12.2013         | The Prince of Delusion (Mōsō no ōji-sama)                    | MC           | TX        |